# Essay over de gift
Essay over de gift (Frans: Essai sur le don: forme et raison de l’échange dans les sociétés archaïques) is een essay uit 1925 van de Franse socioloog Marcel Mauss. Het werk wordt beschouwd als een klassieker binnen de antropologie en sociologie en is van fundamenteel belang voor het begrip van reciprociteit en gifteconomie in samenlevingen zonder markteconomie. Mauss analyseert hoe het uitwisselen van geschenken functioneert als een sociaal bindmiddel, gebaseerd op drie fundamentele verplichtingen: geven, ontvangen en teruggeven. Hij introduceert het concept van het fait social total (totaal sociaal feit), waarbij uitwisseling gelijktijdig juridische, economische, religieuze en symbolische betekenissen heeft.

## Geschiedenis
Mauss publiceerde het essay oorspronkelijk in 1925 in het tijdschrift L’Année Sociologique. In 1950 verscheen het werk opnieuw in boekvorm in Frankrijk. De eerste Engelse vertaling verscheen in 1954, gevolgd door een heruitgave met een uitgebreide inleiding in 1990.

## Inhoud
Mauss onderzoekt hoe in zogenoemde "archaïsche samenlevingen" het uitwisselen van geschenken functioneert als middel tot sociale integratie en het creëren van sociale banden. Hij stelt dat zulke uitwisselingen gebaseerd zijn op drie fundamentele verplichtingen: het geven, het ontvangen en het teruggeven. Deze transacties zijn volgens Mauss geen louter economische ruil, maar een fait social total – een fenomeen dat gelijktijdig juridische, economische, religieuze en symbolische functies omvat.

### Totale prestaties en onvervreemdbaar bezit
Een belangrijk concept in Mauss’ theorie is dat geschenken in bepaalde culturen als onvervreemdbaar worden beschouwd: ze blijven verbonden aan de gever, zelfs nadat ze zijn overgedragen. Hij introduceert de term total prestations, waarin sociale status, eer en groepsidentiteit tot uiting komen. Antropologen zoals Annette Weiner en Maurice Godelier bouwden voort op deze inzichten.

### Culturele voorbeelden
Mauss bespreekt concrete voorbeelden van giftuitwisselingen, zoals de Potlatch onder de volkeren aan de noordwestkust van Noord-Amerika, en het Kula ritueel op de Trobriand-eilanden in Melanesië.

## Invloed
Essay over de gift heeft een grote invloed gehad op de economische antropologie, de sociologie van uitwisseling en theorieën over sociale solidariteit. Denkers als Claude Lévi-Strauss, Pierre Bourdieu en David Graeber baseerden zich op Mauss’ werk.

## Kritiek
Sommige onderzoekers wijzen erop dat Mauss’ model onvoldoende rekening houdt met geschenken die zonder verwachting van terugkeer worden gegeven, zoals liefdadigheid of anonieme giften. Ook wordt opgemerkt dat machtsverhoudingen binnen koloniale contexten onderbelicht blijven.

## Publicaties
| Jaar | Uitgave                             | Opmerkingen                          |
| ---- | ----------------------------------- | ------------------------------------ |
| 1925 | L’Année Sociologique                | Originele publicatie in tijdschrift  |
| 1950 | Boekuitgave (Frans)                 | Eerste boekvorm                      |
| 1954 | Engelse vertaling door Ian Cunnison | Eerste Engelse vertaling             |
| 1990 | Engelse vertaling door W.D. Halls   | Heruitgave met uitgebreide inleiding |